# ブリティッシュ・アジア・エアウェイズ
ブリティッシュ・アジア・エアウェイズ（英語: British Asia Airways・中国語: 英亞航空公司・日本語: 英亜航空）は、かつて存在したイギリスの航空会社。ブリティッシュ・エアウェイズの子会社（系列）であり、日本における、日本アジア航空（かつて存在した日本航空の子会社）と同じような目的で設立された航空会社でもある。

## 概要
1993年、ブリティッシュ・アジア・エアウェイズという、中華民国（台湾）を拠点とする航空会社が設立された。イギリス最大の航空会社である、ブリティッシュ・エアウェイズの子会社で、日本における日本アジア航空と似たような航空会社である。
ただし航空管制で使用されるコールサインは、ブリティッシュ・エアウェイズと同じ、「Speedbird」であった。台北-香港間で運航される便については、かつてブリティッシュ・カレドニアン航空が使用していたBRというIATAコードが用いられていたが、ロンドン発の便についてはブリティッシュ・エアウェイズと同様のBAのコードが使用されていた。
同社は、ロンドンから台北への直行便を運航していた。これに伴い、台湾のエバー航空は台北からロンドンへのフライトを行っていた。前述の日本アジア航空等もそうだが、この頃は、中華人民共和国へ飛行する便と中華民国へ飛行する便とを、同一の航空会社で運航することを原則自粛するという時代背景があったため、このような大手航空会社の系列会社が複数存在した（後述も参照）。
保有していた機材は、ボーイング747-400のみ。本来、ユニオン・フラッグが描かれていた尾翼には、大きく「英亞」という文字がデザインされた。2001年12月、同社は台北への飛行を取り止め、営業を停止した。

## 類似の航空会社・ブランド
- 日本アジア航空
- KLMアジア
- エールフランス・アジー
- オーストラリア・アジア航空
- スイス航空アジア